# Zhang Jiankang
Zhang Jiankang (Yibin, 25 de agosto de 1998) es un jugador de snooker chino.

## Biografía
Nació en la ciudad china de Yibin en 1998. Es jugador profesional de snooker desde 2018, aunque se cayó del circuito profesional en 2020 y hubo de recuperar su plaza. No se ha proclamado campeón de ningún torneo de ranking, y su mayor logro hasta la fecha fue alcanzar los octavos de final en dos ocasiones, a saber: los del Abierto de Escocia de 2019 (cayó 2-4 ante Scott Donaldson) y los del Abierto Británico de 2021 (2-3 frente a Mark Williams). Tampoco ha logrado hilar ninguna tacada máxima, y la más alta de su carrera está en 100.
En enero de 2023, la World Professional Billiards and Snooker Association lo suspendió y lo expulsó temporalmente del circuito profesional al ser objeto de interés de una investigación por amaño de partidos en la que estaban involucrados varios jugadores chinos.